# Kayonza
Kayonza est une ville du district de Kayonza, dans la Province de l'Est du Rwanda.

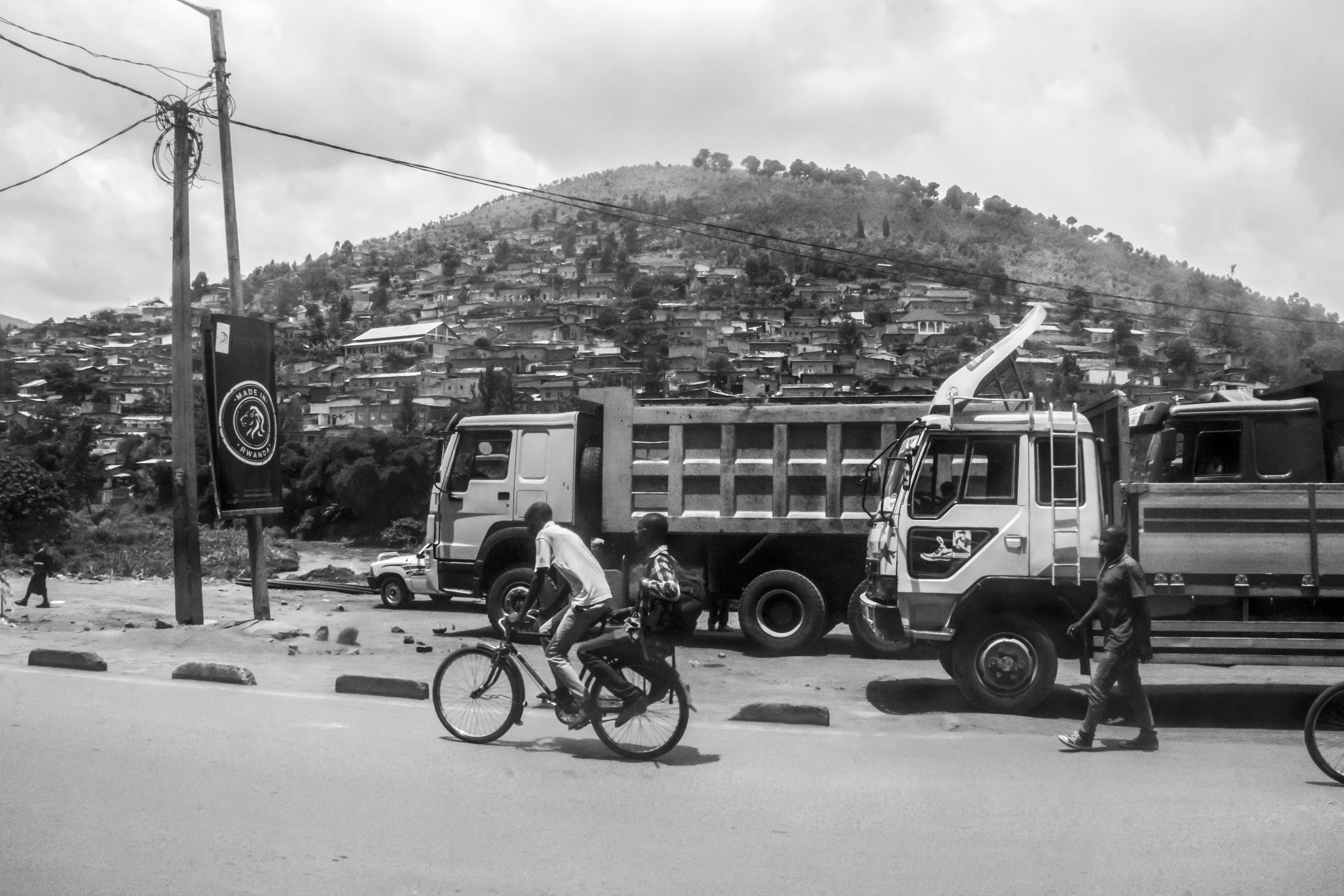
Circulation à Kayonza.

La ville est située à un carrefour routier où se croisent la route à l'est de Kigali, une route allant vers le nord jusqu'à la frontière ougandaise et une route allant vers le sud jusqu'en Tanzanie. C'est un centre de transport important, avec un important parc de taxis-minibus et un terminus qui offrent des services express Okapi, Atraco et Stella. La ville sert également d'arrêt de nuit pour les chauffeurs de camion de Tanzanie à Kigali et au-delà. Un petit hôtel offre un hébergement de base, et on y trouve deux pompes à essence, un centre de conférence, un marché deux fois par semaine et divers bars et salles de télévision. 